# Río Williamson (Oregón)

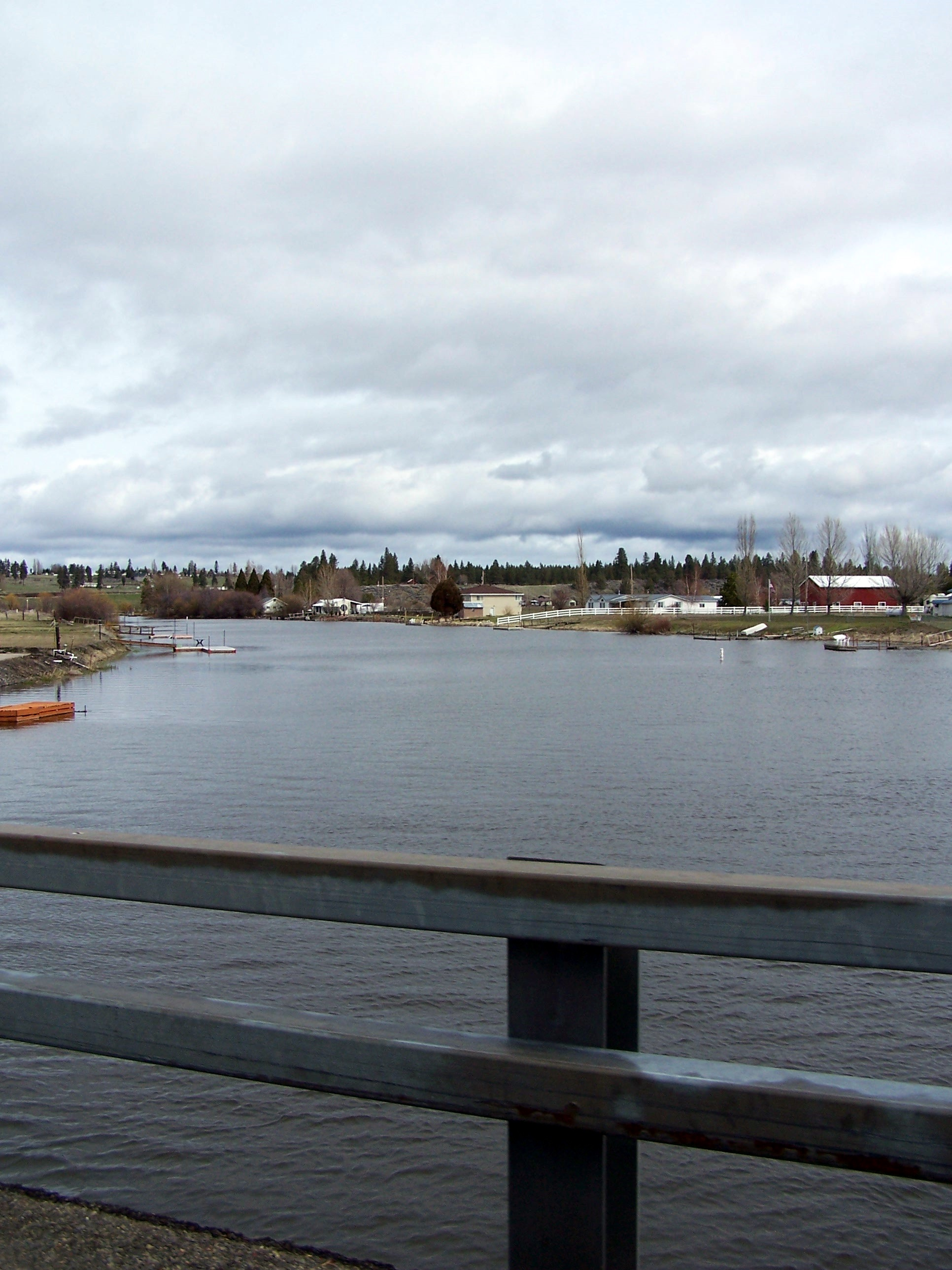
The Williamson River southwest of Chiloquin

El río Williamson (en inglés: Williamson River es un corto río de los Estados Unidos que discurre por el centro-sur del estado de Oregón. Tiene una longitud de 160 km y drena aproximadamente 7800 km² al este de la cordillera de las Cascadas. Junto con su afluente principal, el río Sprague, proporciona más de la mitad del caudal de entrada al lago Upper Klamath, el lago de agua dulce más grande de Oregón. La salida del lago es el río Link, que desemboca en el lago Ewauna y luego en el río Klamath.
El río honra la memoria del ingeniero militar Robert S. Williamson (1825-1882), que lideró la campaña de exploraciones del oeste americano para encontrar posibles rutas para un ferrocarril transcontinental, la Pacific Railroad Surveys (1853-1855) en la parte central  de Oregón.

## Curso
El Williamson nace de una gran fuente en el centro del condado de Klamath, en el lado norte de la montaña Fuego, en el bosque nacional de Winema, a unos 64 km al noreste de Klamath Falls. Fluye en un gran arco al norte a través de las montañas, primero al oeste, después al suroeste a través de Klamath Marsh y del Refugio Nacional de Vida Silvestre Klamath Marsh, un área protegida establecida en 1958.
Aguas abajo del refugio, el río corre más o menos en paralelo a la U.S. Route 97, recibiendo al Spring Creek,  desde la derecha, en el Collier Memorial State Park, a unos 8,0 km al norte de Chiloquin. En Chiloquin recibe al río Sprague, desde la izquierda, aproximadamente en el RK 18 (river km). El Williamson entra en el extremo norte del lago Upper Klamath cerca del punto Modoc, a unos  32,0 km al noroeste de Klamath Falls.
En las elevaciones más bajas a lo largo de los grandes arroyos, la cuenca hidrográfica de Williamson es compatible con pastizales de regadío y otras tierras de cultivo. El pastoreo de ganado ocurre en muchos lugares en la cuenca. Los bosques, a menudo talados para madera, cubren aproximadamente el 81% de la cuenca y las granjas representan el 6%, mientras que la cordillera, los humedales, el agua y las áreas urbanas cubren un 13% combinado. La precipitación en la cuenca, que se encuentra en la sombra orográfica de la cordillera de las Cascadas, promedia 584,2 mm al año a lo largo del Williamson por encima de su confluencia con el Sprague, y de alrededor de 508 mm a lo largo del Sprague.

## Pesca
El Williamson es conocido especialmente por la trucha banda roja de la Gran Cuenca, que se interna en el río para desovar y escapar del Lago Upper Klamath cuando hace calor. Los peces de tres años «alcanzan generalmente las 20 pulgadas o más». Pequeños números de trucha marrón también prosperan en el Williamson, especialmente aguas abajo de Spring Creek. Los retoños del río Lost también pueblan el río pero están protegidos y no pueden ser capturados ni conservados legalmente. Pequeñas truchas arcoíris y truchas de arroyo viven en el río sobre Klamath Marsh. Gran parte de la tierra a lo largo del río es de propiedad privada, y el acceso público es limitado.

## Naturaleza
Desde 2003, The Nature Conservancy y otras organizaciones han estado trabajando para restaurar aproximadamente 31 km² de los humedales en el delta del río Williamson en el extremo norte del lago Upper Klamath. Anteriormente represado y drenado para la agricultura, el delta proporciona ahora un hábitat para millones de aves migratorias, así como muchas especies nativas de peces, moluscos y plantas acuáticas.